# Liga mistrů UEFA 2016/2017
Sezóna 2016/17 Ligy mistrů UEFA byla 62. ročníkem klubové soutěže pro nejlepší evropské fotbalové týmy a 25. od zavedení nového formátu.
Finálové utkání se konalo 3. června 2017 v hlavním městě Walesu Cardiffu na Millennium Stadium.
Vyhrál tým Real Madrid 4:1 Proti Juventusu Turín.

## Účastnická místa
Ročníku se účastnilo celkem 78 týmů z 53 členských zemí UEFA (výjimkou bylo Lichtenštejnsko, které neorganizovalo žádnou vlastní ligovou soutěž a Kosovo, jehož účast nebyla přijata v jeho první sezóně jako člena UEFA). Každá země měla přidělený počet míst podle koeficientů UEFA.

### Žebříček UEFA
Pro ročník 2015/16, byly asociacím přidělovány místa podle koeficientů z roku 2015, které braly v úvahu jejich výkon v evropských soutěžích od sezóny 2010/11 až po ročník 2014/15.
Žebříček UEFA se používal k určení počtu zúčastněných týmů pro každou asociaci:
- 1.–3. místo umožňovalo asociaci mít v soutěži čtyři týmy.
- 4.–6. místo umožňovalo asociaci mít v soutěži tři týmy.
- 7.–15. místo umožňovalo asociaci mít v soutěži dva týmy.
- 16.–54. (s výjimkou Lichtenštejnska, které nemělo vlastní ligu), umožňovalo asociaci mít v soutěži jeden tým.
- Vítězové Ligy mistrů UEFA 2015/16 (Real Madrid) a Evropské ligy UEFA 2015/16 (Sevilla) byli v soutěži oprávněni startovat, pokud se nekvalifikovali přes jejich domácí ligu do Ligy mistrů UEFA 2016/17. Jelikož je pro start v Lize mistrů vyhrazeno maximálně pět míst pro mužstva z jedné země, jsou-li držitelé titulů ze stejné země a ze stejné asociace, jež měla Koeficient UEFA mezi nejlepšími třemi asociacemi, tak pokud jeden z těchto týmů (v tomto případě Sevilla) skončí mimo první čtveřice v jejich domácí lize, čtvrtý tým jejich soutěže (Villarreal) byl přesunut do Evropské ligy pro tuto sezónu.[6]

| Poř. | Země        | Koef.  | Týmy | Pozn.   |
| ---- | ----------- | ------ | ---- | ------- |
| 1.   | Španělsko   | 99,999 | 4    | +1 (EL) |
| 2.   | Anglie      | 80,391 | 4    |         |
| 3.   | Německo     | 79,415 | 4    |         |
| 4.   | Itálie      | 70,510 | 3    |         |
| 5.   | Portugalsko | 61,382 | 3    |         |
| 6.   | Francie     | 52,416 | 3    |         |
| 7.   | Rusko       | 50,498 | 2    |         |
| 8.   | Ukrajina    | 45,166 | 2    |         |
| 9.   | Nizozemsko  | 40,979 | 2    |         |
| 10.  | Belgie      | 37,200 | 2    |         |
| 11.  | Švýcarsko   | 34,375 | 2    |         |
| 12.  | Turecko     | 32,600 | 2    |         |
| 13.  | Řecko       | 31,900 | 2    |         |
| 14.  | Česko       | 29,125 | 2    |         |
| 15.  | Rumunsko    | 26,299 | 2    |         |
| 16.  | Rakousko    | 25,675 | 1    |         |
| 17.  | Chorvatsko  | 23,500 | 1    |         |
| 18.  | Kypr        | 22,300 | 1    |         |
| 19.  | Polsko      | 21,500 | 1    |         |

| Poř. | Země                | Koef.  | Týmy | Pozn. |
| ---- | ------------------- | ------ | ---- | ----- |
| 20.  | Izrael              | 21,000 | 1    |       |
| 21.  | Bělorusko           | 20,750 | 1    |       |
| 22.  | Dánsko              | 19,800 | 1    |       |
| 23.  | Skotsko             | 17,900 | 1    |       |
| 24.  | Švédsko             | 17,725 | 1    |       |
| 25.  | Bulharsko           | 16,750 | 1    |       |
| 26.  | Norsko              | 14,375 | 1    |       |
| 27.  | Srbsko              | 13,875 | 1    |       |
| 28.  | Slovinsko           | 13,625 | 1    |       |
| 29.  | Ázerbájdžán         | 12,500 | 1    |       |
| 30.  | Slovensko           | 11,250 | 1    |       |
| 31.  | Maďarsko            | 11,000 | 1    |       |
| 32.  | Kazachstán          | 10,375 | 1    |       |
| 33.  | Moldavsko           | 10,000 | 1    |       |
| 34.  | Gruzie              | 9,375  | 1    |       |
| 35.  | Finsko              | 8,200  | 1    |       |
| 36.  | Island              | 8,000  | 1    |       |
| 37.  | Bosna a Hercegovina | 7,500  | 1    |       |

| Poř. | Země              | Koef. | Týmy | Pozn. |
| ---- | ----------------- | ----- | ---- | ----- |
| 38.  | Lichtenštejnsko   | 6,000 | 0    |       |
| 39.  | Severní Makedonie | 5,875 | 1    |       |
| 40.  | Irsko             | 5,750 | 1    |       |
| 41.  | Černá Hora        | 5,625 | 1    |       |
| 42.  | Albánie           | 5,375 | 1    |       |
| 43.  | Lucembursko       | 5,125 | 1    |       |
| 44.  | Severní Irsko     | 4,875 | 1    |       |
| 45.  | Litva             | 4,500 | 1    |       |
| 46.  | Lotyšsko          | 4,250 | 1    |       |
| 47.  | Malta             | 4,208 | 1    |       |
| 48.  | Estonsko          | 3,500 | 1    |       |
| 49.  | Faerské ostrovy   | 3,500 | 1    |       |
| 50.  | Wales             | 2,875 | 1    |       |
| 51.  | Arménie           | 2,750 | 1    |       |
| 52.  | Andorra           | 0,833 | 1    |       |
| 53.  | San Marino        | 0,499 | 1    |       |
| 54.  | Gibraltar         | 0,250 | 1    |       |
| 55.  | Kosovo            | 0,000 | 0    |       |

### Rozdělení týmů
|                           |                             | Týmy začínající v tomto kole | Týmy postupující z předchozího kola                                                       |
| ------------------------- | --------------------------- | --- | ----------------------------------------------------------------------------------------- |
| 1. předkolo (8 týmů)      | 1. předkolo (8 týmů)        | - 8 mistrů z ligových soutěžích ve svých zemích (47–54) |                                                                                           |
| 2. předkolo (34 týmů)     | 2. předkolo (34 týmů)       | - 30 mistrů z ligových soutěžích ve svých zemích (16–46, bez Lichtenštejnska) | - 4 vítězové z 1. předkola                                                                |
| 3. předkolo               | Mistrovská část (20 týmů)   | - 3 mistři z ligových soutěžích ve svých zemích (13–15) | - 17 vítězů z 2. předkola (mistrovská část)                                               |
| 3. předkolo               | Nemistrovská část (10 týmů) | - 9 týmů ze druhých míst ligových soutěžích ve svých zemích (7–15) - 1 tým ze třetího místa ligové soutěže ve své zemi (6)                                                                                             |                                                                                           |
| 4. předkolo               | Mistrovská část (10 týmů)   | | - 10 vítězů z 3. předkola (mistrovská část)                                               |
| 4. předkolo               | Nemistrovská část (10 týmů) | - 2 týmy ze třetích míst ligových soutěžích ve svých zemích (4–5) - 3 týmy ze čtvrtých míst ligových soutěžích ve svých zemích (1–3)                                                                                   | - 5 vítězů z 3. předkola (nemistrovská část)                                              |
| Skupinová fáze (32 týmů)  | Skupinová fáze (32 týmů)    | - 12 mistrů z ligových soutěžích ve svých zemích (1–12) - 6 týmů ze druhých míst ligových soutěžích ve svých zemích (1–6) - 3 týmy ze třetích míst ligových soutěžích ve svých zemích (1–3) - Vítěz Evropské ligy UEFA | - 5 vítězů ze 4. předkola (mistrovská část) - 5 vítězů ze 4. předkola (nemistrovská část) |
| Vyřazovací fáze (16 týmů) | Vyřazovací fáze (16 týmů)   | | - 8 vítězů skupin ze skupinové fáze - 8 týmů z druhých míst skupin ze skupinové fáze      |

### Týmy
Čísla v závorkách udávají umístění v domácí lize, s výjimkou Sevilly, která se kvalifikovala jako vítěz Evropské ligy UEFA 2015/16. (LM: držitel titulu z Ligy mistrů; EL: držitel titulu z Evropské ligy).
| Základní skupiny          | Základní skupiny        | Základní skupiny              | Základní skupiny       |
| ------------------------- | ----------------------- | ----------------------------- | ---------------------- |
| Real MadridLM (2.)        | Bayern Mnichov (1.)     | Sporting CP (2.)              | Club Brugge (1.)       |
| Barcelona (1.)            | Borussia Dortmund (2.)  | Paris Saint-Germain (1.)      | Basilej (1.)           |
| Atlético Madrid (3.)      | Bayer Leverkusen (3.)   | Olympique Lyon (2.)           | Beşiktaş (1.)          |
| Leicester City (1.)       | Juventus (1.)           | CSKA Moskva (1.)              | SevillaEL              |
| Arsenal (2.)              | Neapol (2.)             | Dynamo Kyjev (1.)             |                        |
| Tottenham Hotspur (3.)    | Benfica (1.)            | PSV Eindhoven (1.)            |                        |
| Play-off (4. předkolo)    |                         |                               |                        |
| Mistrovská část           | Nemistrovská část       | Nemistrovská část             | Nemistrovská část      |
|                           | Villarreal (4.)         | Borussia Mönchengladbach (4.) | Porto (3.)             |
| Manchester City (4.)      | AS Řím (3.)             |                               |                        |
| 3. předkolo               |                         |                               |                        |
| Mistrovská část           | Nemistrovská část       | Nemistrovská část             | Nemistrovská část      |
| Olympiacos (1.)           | Monaco (3.)             | Anderlecht (2.)               | Sparta Praha (2.)      |
| Viktoria Plzeň (1.)       | Rostov (2.)             | Young Boys (2.)               | Steaua București (2.)  |
| Astra Giurgiu (1.)        | Šachtar Doněck (2.)     | Fenerbahçe (2.)               |                        |
|                           | Ajax (2.)               | PAOK (2.)                     |                        |
| 2. předkolo               |                         |                               |                        |
| FC Red Bull Salzburg (1.) | IFK Norrköping (1.)     | Astana (1.)                   | Mladost Podgorica (1.) |
| Dinamo Zagreb (1.)        | Ludogorec Razgrad (1.)  | Šerif Tiraspol (1.)           | Partizani Tirana (2.)  |
| APOEL (1.)                | Rosenborg (1.)          | Dinamo Tbilisi (1.)           | F91 Dudelange (1.)     |
| Legia Warszawa (1.)       | FK Crvena zvezda (1.)   | SJK (1.)                      | Crusaders (1.)         |
| Hapoel Beerševa (1.)      | Olimpija Ljubljana (1.) | FH (1.)                       | Žalgiris Vilnius (1.)  |
| BATE Borisov (1.)         | Karabach (1.)           | Zrinjski Mostar (1.)          | Liepāja (1.)           |
| København (1.)            | Trenčín (1.)            | Vardar (1.)                   |                        |
| Celtic (1.)               | Ferencváros (1.)        | Dundalk (1.)                  |                        |
| 1. předkolo               |                         |                               |                        |
| Valletta (1.)             | B36 Tórshavn (1.)       | Alaškert (1.)                 | Tre Penne (1.)         |
| Flora Tallinn (1.)        | The New Saints (1.)     | FC Santa Coloma (1.)          | Lincoln Red Imps (1.)  |

## Program jednotlivých fází Ligy mistrů
Program podle oficiálních stránek UEFA (o harmonogramu bylo rozhodnuto v sídle UEFA v Nyonu ve Švýcarsku).
| Fáze              | Kolo        | Datum losování          | Domácí zápasy                               | Venkovní zápasy                             |
| ----------------- | ----------- | ----------------------- | ------------------------------------------- | ------------------------------------------- |
| Předkola          | 1. předkolo | 20. června 2016         | 28. června 2016                             | 5.–6. července 2016                         |
| Předkola          | 2. předkolo | 20. června 2016         | 12.–13. července 2016                       | 19.–20. července 2016                       |
| Předkola          | 3. předkolo | 15. července 2016       | 26.–27. července 2016                       | 2.–3. srpna 2016                            |
| Play-off předkolo | 4. předkolo | 5. srpna 2016           | 16.–17. srpna 2016                          | 23.–24. srpna 2016                          |
| Základní skupiny  | 1. zápasy   | 25. srpna 2016 (Monako) | 13.–14. září 2016                           | 13.–14. září 2016                           |
| Základní skupiny  | 2. zápasy   | 25. srpna 2016 (Monako) | 27.–28. září 2016                           | 27.–28. září 2016                           |
| Základní skupiny  | 3. zápasy   | 25. srpna 2016 (Monako) | 18.–19. října 2016                          | 18.–19. října 2016                          |
| Základní skupiny  | 4. zápasy   | 25. srpna 2016 (Monako) | 1.–2. listopadu 2016                        | 1.–2. listopadu 2016                        |
| Základní skupiny  | 5. zápasy   | 25. srpna 2016 (Monako) | 22.–23. listopadu 2016                      | 22.–23. listopadu 2016                      |
| Základní skupiny  | 6. zápasy   | 25. srpna 2016 (Monako) | 6.–7. prosince 2016                         | 6.–7. prosince 2016                         |
| Vyřazovací fáze   | Osmifinále  | 12. prosince 2016       | 14.–15. & 21.–22. února 2017                | 7.–8. & 14.–15. března 2017                 |
| Vyřazovací fáze   | Čtvrtfinále | 17. března 2017         | 11.–12. dubna 2017                          | 18.–19. dubna 2017                          |
| Vyřazovací fáze   | Semifinále  | 21. dubna 2017          | 2.–3. května 2017                           | 9.–10. května 2017                          |
| Vyřazovací fáze   | Finále      | 21. dubna 2017          | 3. června 2017, Millennium Stadium, Cardiff | 3. června 2017, Millennium Stadium, Cardiff |

## Předkola
V předkolech jsou jednotlivá mužstva rozdělena na nasazené a nenasazené na základě svých klubových koeficientů UEFA a následně vylosována do dvojzápasu, který začnou buď jako domácí tým nebo hostující mužstvo. Týmy ze stejné fotbalové asociace nemohou nastoupit proti sobě.
Pozn.: Postupující tým je zvýrazněn tučně (platí i pro další kapitoly). Do jednotlivých fází přibývají kluby dle koeficientů.

### 1. předkolo
Los pro 1. a 2. předkolo proběhl 20. června 2016.. První zápasy byly na programu 28. června, odvety pak v termínu 5. a 6. července 2016.
| Domácí v 1. zápase | Celkem  | Hosté v 1. zápase | 1. zápas | 2. zápas |
| ------------------ | ------- | ----------------- | -------- | -------- |
| Flora Tallinn      | 2:3     | Lincoln Red Imps  | 2:1      | 0:2      |
| The New Saints     | 5:1     | Tre Penne         | 2:1      | 3:0      |
| Valletta           | 2:2 (v) | B36 Tórshavn      | 1:0      | 1:2      |
| FC Santa Coloma    | 0:3     | Alaškert          | 0:0      | 0:3      |

### 2. předkolo
| Domácí v 1. zápase     | Celkem      | Hosté v 1. zápase           | 1. zápas | 2. zápas |
| ---------------------- | ----------- | --------------------------- | -------- | -------- |
| FK Karabach            | 3:1         | F91 Dudelange               | 2:0      | 1:1      |
| Hapoel Be'er Sheva     | 3:2         | Šeriff Tiraspol             | 3:2      | 0:0      |
| Olimpija Ljubljana     | 6:6 (vl.)   | FK Trenčín                  | 3:4      | 3:2      |
| FC Red Bull Salzburg   | 3:0         | FK Liepāja                  | 1:0      | 2:0      |
| FK Vardar              | 3:5         | Dinamo Záhřeb               | 1:2      | 2:3      |
| The New Saints FC      | 0:3         | APOEL FC                    | 0:0      | 0:3      |
| HŠK Zrinjski Mostar    | 1:3         | Legia Varšava               | 1:1      | 0:2      |
| PFK Ludogorec Razgrad  | 5:0         | FK Mladost Podgorica        | 2:0      | 3:0      |
| Dinamo Tbilisi         | 3:1         | Alaškert Jerevan FC         | 2:0      | 1:1      |
| Žalgiris Vilnius       | 1:2         | FK Astana                   | 0:0      | 1:2      |
| FK Partizani Tirana    | 2:2 (3:1 p) | Ferencvárosi TC             | 1:1      | 1:1      |
| FK BATE Borisov        | 4:2         | Seinäjoen Jalkapallokerho   | 2:0      | 2:2      |
| Crvena Zvezda Bělehrad | 4:2         | Valletta FC                 | 1:2      | 1:2      |
| Rosenborg BK           | 5:4         | IFK Norrköping              | 3:1      | 2:3      |
| Dundalk FC             | 3:3         | Fimleikafélag Hafnarfjarðar | 1:1      | 2:2      |
| Lincoln Red Imps FC    | 1:3         | Celtic FC                   | 1:0      | 0:3      |
| Crusaders FC           | 0:9         | FC Kodaň                    | 0:3      | 0:6      |

### 3. Předkolo
| Domácí v 1. zápase | Celkem    | Hosté v 1. zápase      | 1. zápas | 2. zápas |
| ------------------ | --------- | ---------------------- | -------- | -------- |
| Rosenborg BK       | 2:4       | APOEL FC               | 2:1      | 0:3      |
| Dinamo Záhřeb      | 3:0       | Dinamo Tbilisi         | 2:0      | 1:0      |
| Hapoel Be'er Sheva | 1:0       | Olympiakos Pireus      | 0:0      | 1:0      |
| FC Astana          | 2:3       | Celtic FC              | 1:1      | 1:2      |
| FK Trenčín         | 0:1       | Legia Varšava          | 0:1      | 0:0      |
| Viktoria Plzeň     | 1:1 (vl.) | FK Karabach            | 0:0      | 1:1      |
| FC Kodaň           | 4:1       | Astra Giurgiu          | 1:1      | 0:3      |
| Dundalk FC         | 3:1       | FK BATE Borisov        | 0:1      | 3:0      |
| Ludogorec Razgrad  | 6:4       | Crvena Zvezda Bělehrad | 2:2      | 4:2      |

#### Nemistrovská část
| Domácí v 1. zápase | Celkem      | Hosté v 1. zápase   | 1. zápas | 2. zápas |
| ------------------ | ----------- | ------------------- | -------- | -------- |
| Ajax Amsterdam     | 3:2         | PAOK FC             | 1:1      | 2:1      |
| AC Sparta Praha    | 1:3         | FC Steaua Bucuresti | 1:1      | 0:2      |
| Šachtar Doněck     | 2:2 (2:4 b) | Young Boys Bern     | 2:0      | 0:2      |
| FK Rostov          | 4:2         | RSC Anderlecht      | 2:2      | 2:0      |
| Fenerbahçe         | 3:4         | AS Monako           | 2:1      | 1:3      |

### Předkolo Play Off
| Domácí v 1. zápase | Celkem | Hosté v 1. zápase    | 1. zápas | 2. zápas |
| ------------------ | ------ | -------------------- | -------- | -------- |
| Viktoria Plzeň     | 2:4    | Ludogorec Razgrad    | 0:2      | 2:2      |
| Hapoel Be'er Sheva | 4:5    | Celtic FC            | 2:5      | 2:0      |
| FC Kodaň           | 2:1    | APOEL FC             | 1:0      | 1:1      |
| Dundalk FC         | 1:3    | Legia Varšava        | 0:2      | 1:1      |
| Dinamo Záhřeb      | 3:2    | FC Red Bull Salzburg | 1:1      | 2:1      |

#### Ostatní
| Domácí v 1. zápase       | Celkem | Hosté v 1. zápase | 1. zápas | 2. zápas |
| ------------------------ | ------ | ----------------- | -------- | -------- |
| FC Steaua Bucuresti      | 0:6    | Manchester City   | 0:5      | 0:1      |
| FC Porto                 | 4:1    | AS Řím            | 1:1      | 3:0      |
| FK Rostov                | 5:2    | Ajax Amsterdam    | 1:1      | 1:4      |
| Borussia Monchengladbach | 9:2    | Young Boys Bern   | 3:1      | 6:1      |
| Villareal                | 1:3    | AS Monako         | 1:2      | 0:1      |

## Skupiny
Postupují první dva, třetí ve skupině jde do play off Evropské ligy.

### Skupina A
1. Arsenal (14)
2. Paris Saint-Germain (12)
3. Ludogorec Razgrad (3)
4. FC Basel (2)

### Skupina B
1. SSC Neapol (11)
2. Benfica Lisabon (8)
3. Beşiktaş JK (7)
4. Dynamo Kyjev (5)

### Skupina C
1. FC Barcelona (15)
2. Manchester City (9)
3. Borussia Monchengladbach (5)
4. Celtic FC (3)

### Skupina D
1. Atlético Madrid (15)
2. Bayern Mnichov (12)
3. FK Rostov (5)
4. PSV Eindhoven (2)

### Skupina E
1. AS Monako (11)
2. Bayer Leverkusen (10)
3. Tottenham Hotspur (7)
4. CSKA Moskva (3)

### Skupina F
1. Borussia Dortmund (14)
2. Real Madrid (12)
3. Legia Varšava  (4)
4. Sporting CP (3)

### Skupina G
1. Leicester City (13)
2. FC Porto (11)
3. FC Kodaň (9)
4. Club Brugge (0)

### Skupina H
1. Juventus FC (14)
2. Sevilla FC (11)
3. Olympique Lyon (8)
4. Dinamo Záhřeb (0)

## Osmifinále
| Domácí v 1. zápase  | Celkem | Hosté v 1. zápase | 1. zápas | 2. zápas |
| ------------------- | ------ | ----------------- | -------- | -------- |
| Manchester City     | 6:6    | AS Monako         | 5:3      | 1:3      |
| Real Madrid         | 6:2    | SSC Neapol        | 3:1      | 3:1      |
| Benfica Lisabon     | 1:4    | Borussia Dortmund | 1:0      | 0:4      |
| Bayern Mnichov      | 10:2   | Arsenal           | 5:1      | 5:1      |
| Bayer 04 Leverkusen | 2:4    | Atlético Madrid   | 2:4      | 0:0      |
| Juventus FC         | 3:0    | FC Porto          | 2:0      | 1:0      |
| Paris Saint-Germain | 5:6    | FC Barcelona      | 4:0      | 1:6      |
| Sevilla FC          | 2:3    | Leicester City    | 2:1      | 0:2      |

## Čtvrtfinále
| Domácí v 1. zápase | Celkem | Hosté v 1. zápase | 1. zápas | 2. zápas |
| ------------------ | ------ | ----------------- | -------- | -------- |
| Atlético Madrid    | 2:1    | Leicester City    | 1:0      | 1:1      |
| Borussia Dortmund  | 3:6    | AS Monako         | 2:3      | 1:3      |
| Real Madrid        | 6:3    | Bayern Mnichov    | 2:1      | 4:2      |
| Juventus FC        | 3:0    | FC Barcelona      | 3:0      | 0:0      |

## Semifinále
| Domácí v 1. zápase | Celkem | Hosté v 1. zápase | 1. zápas | 2. zápas |
| ------------------ | ------ | ----------------- | -------- | -------- |
| Real Madrid        | 4:2    | Atlético Madrid   | 3:0      | 1:2      |
| AS Monako          | 1:4    | Juventus FC       | 0:2      | 1:2      |

## Finále
| 3. června 2017 19:45 |     |                                                          |                                                                  |
| Juventus FC          | 1:4 | Real Madrid                                              | Millennium Stadium, Cardiff diváci: 65 842 rozhodčí: Felix Brych |
| 27' Mario Mandžukić  |     | 20' 64' Cristiano Ronaldo 61' Casemiro 90' Marco Asensio | Millennium Stadium, Cardiff diváci: 65 842 rozhodčí: Felix Brych |